# Ghislain Printant
Ghislain Printant, né le 13 mai 1961 à Montpellier, est un entraîneur de football français. Après une carrière comme joueur amateur au poste de gardien de but, il devient entraîneur au Montpellier HSC où il s'occupe des gardiens puis de l'équipe réserve. Il devient l'adjoint de Jean-Louis Gasset, le suivra à l'AS Saint-Étienne ou il prendra sa place avant de rejoindre les Girondins de Bordeaux en tant qu'entraîneur adjoint.
En mai 2022 , il intègre l'encadrement technique de la sélection de Côte d'Ivoire en tant qu'adjoint du sélectionneur aux côtés de Jean-Louis Gasset.
En février 2024, il rejoint l'Olympique de Marseille en tant qu'entraîneur adjoint.

## Biographie
Ghislain Printant commence le football à l'ASPTT Montpellier en 1971 puis rejoint, en 1975, les rangs juniors du Montpellier PSC dont son père est membre du comité directeur. Il quitte le club en 1982 et termine sa très modeste carrière de footballeur, disputée au poste de gardien de but, au sein du club du PI Vendargues, dans la banlieue de Montpellier. En 1984, tout en continuant à jouer en amateur dans le club vendarguois, il retourne au Montpellier PSC pour s'occuper des gardiens de l'école de football. L'année suivante, il dirige également en même temps l'école de football du PI Vendargues, et ce jusqu'en 1989.
En 1989, à 28 ans, il rejoint l'équipe première du Montpellier HSC comme entraîneur des gardiens. Il occupe ce poste jusqu'en 1992 où il rejoint le Marvejols Sports comme entraîneur. Sous ses ordres, l'équipe lozérienne remporte la promotion d'honneur A et remporte la Coupe de Lozère en fin de saison. Après deux ans dans ce club, il revient en 1994 dans le club montpelliérain pour de nouveau s'occuper des gardiens. Entraîneur des moins de 16 ans de 2004 à 2006, il devient ensuite entraîneur de l'équipe réserve en Championnat de France amateur. Il quitte le club en fin de saison 2010 sur une descente de l'équipe réserve en CFA2,.
En 2010, il devient directeur de la formation du Sporting Club de Bastia. Il est nommé, en novembre 2014, entraîneur de l'équipe première, en Ligue 1, à la place de Claude Makelele. Son équipe, qui lutte pour son maintien dans l'élite, se qualifie pour la finale de la Coupe de la Ligue. Début mars 2015, il est interdit de conférence de presse par la LFP car il lui manque son diplôme d'entraineur. Il reçoit ainsi de nombreux soutiens comme celui de l'entraineur de Saint-Étienne, Christophe Galtier. Considéré par beaucoup de supporters corses comme le sauveur depuis qu'il a repris la tête de l'équipe, Ghislain Printant a même été jusqu'à recevoir cinq voix aux élections départementales fin mars 2015. Le 28 janvier 2016, Ghislain Printant est limogé par le SC Bastia, François Ciccolini lui succède sur le banc.
Le 30 janvier 2017, il revient au Montpellier HSC où il est chargé par le président Louis Nicollin de réaliser un état des lieux du club avec Jean-Louis Gasset, à la suite de la mise à l'écart de l'entraîneur Frédéric Hantz. Il devient adjoint de Jean-Louis Gasset après la nomination de ce dernier à la tête de l'équipe pour deux ans et demi. Après avoir réussi à maintenir le club en Ligue 1, ils quittent tous les deux le club et sont remplacés par Michel Der Zakarian et son adjoint Franck Rizzetto.
En décembre 2017, Ghislain Printant devient l'entraîneur adjoint de l'AS Saint-Étienne (et de Jean-Louis Gasset).
Le 6 juin 2019, il est promu entraîneur principal de l'AS Saint-Étienne.
Après un début de saison mitigé, son contrat est finalement résilié le 4 octobre 2019.
Le 10 août 2020, il rejoint Jean-Louis Gasset comme adjoint de l'entraîneur principal aux Girondins de Bordeaux.
En mai 2022 , il intègre sélection de Côte d'Ivoire en tant qu'adjoint du sélectionneur aux côtés de Jean-Louis Gasset. Le 24 janvier 2024, leur contrat est résilié pour insuffisance de résultats après la débâcle quatre à zéro de la sélection de Côte d'Ivoire face à celle de la sélection de Guinée équatoriale à la Coupe d'Afrique des nations de football 2023.
En février 2024, il rejoint une fois de plus Jean-Louis Gasset, à l'Olympique de Marseille toujours en tant qu'entraîneur adjoint, en s’engageant jusqu’à la fin de la saison.
Il fait de même en octobre 2024 au Montpellier HSC à la suite de la mise à pied de Michel Der Zakarian.